# Erik Olof Burman
Erik Olof Burman, född 7 oktober 1845 i Umeå landsförsamling, död 15 juni 1929 i Uppsala, var en svensk filosof. 

## Biografi
Erik Olof Burman var son till lantmätaren Olof Johan Burman (1817–1902) från den så kallade Bureätten och Lovisa Desideria Westermark (1820–1893). Han gifte sig 20 juli 1872 med sin kusin Carolina Burman (född 23 mars 1844), dotter till bankkamreren Karl Erik Burman (1815–1881) och Inga Margretha Bylund (1815–1879). 
Flera uppslagsverk preciserar födelseplatsen till byn Yttertavle, där Burman otvivelaktigt bodde som litet barn. Ingående studier av kyrkböckerna har emellertid ansetts tala för att Burman föddes i byn Backen inom samma församling.
Efter mogenhetsexamen vid det nyöppnade Umeå högra allmänna läroverk, för övrigt i samma årskull som historikern Harald Hjärne, började han 21 september 1865 studera vid Uppsala universitet, och avlade där 1871 filosofie kandidatexamen för att redan 1872 promoveras till filosofie doktor efter att samma år ha försvarat avhandlingen Om kunskapens möjlighet.
Han kallades därefter samma år till docent i teoretisk filosofi och företog 1873–1877, delvis med stipendium, resor i Tyskland, Frankrike, Schweiz och Italien, där han bedrev filosofiska studier, som resulterade i bland annat Om den nyare italienska filosofien (i Uppsala universitets årsskrift, 1879). Burman innehade 1888 tredje forslagsrummet till professuren i teoretisk filosofi vid Uppsala universitet och utnämndes där 1896 till professor i praktisk filosofi – en tjänst han innehade till 1910.
Burmans viktigaste filosofiska arbeten är Die transscendentalphilosophie Fichtes und Schellings dargestellt und erläutert (1892: Ingår i band I av "Skrifter, utgifna af Humanistiska vetenskapssamfundet i Upsala") och Schleiermachers kritik av Kants och Fichtes sedeläror (1894; i samma samfunds skrifter). Burman ansluter sig i det hela till den Boströmska filosofin, vars principer han dock sökt självständigt bearbeta i en riktning, som i viss mån närmar sig en panteistisk världsåskådning. Sitt största intresse har han ägnat de kunskapsteoretiska och metafysiska frågorna. I sina idéhistoriska undersökningar har han företrädesvis sysselsatt sig med den Fichte-Schelling-Hegelska filosofin, över vilken han vid universitetet hållit en rad föreläsningar.

## Burmanföreläsningarna
För att uppmärksamma "Umeås första professor i filosofi" tog Inge-Bert Täljedal – då ordförande för Umeå kommunfullmäktige, sedermera rektor för Umeå universitet – 1996 initiativ till de så kallade Burmanföreläsningarna, som sedan dess anordnas vid universitetet varje vår.